# Gamla och nya sjömanssånger
Gamla och nya sjömanssånger är ett album med Musikgruppen KAL från 1992.

## Låtlista
1. Ombordare, ombordare (Larsson/Allansson, Wällhed) Manus (3:08)
2. Därför satt vi tyst i mässen (Krook/Allansson, Wällhed) Manus (2:56)
3. Hemmahamn med frusen vestibul (Andersson/Wällhed) Club Mariann (3:03)
4. Köra båten (Larsson/Allansson, Wällhed) Manus (3:24)
5. På minnets redd (Andersson/Allansson, Wällhed) Manus (3:30)
6. Havets aktörer (Krook/Allansson, Wällhed) Manus (1:57)
7. Den gamla goda tiden (Larsson/Wällhed) Manus (1:42)
8. Fias sång (Krook/Allansson, Wällhed) Manus (2:38)
9. Container blues (Krook/Allansson, Wällhed) Manus (2:40)
10. Du gamle maskinist (Larsson/Allansson, Wällhed) Manus (3:55)
11. Gröt Olle (Andersson/Allansson, Wällhed) Manus (3:15)
12. Den flygande Holländaren (Larsson/Allansson, Wällhed) Manus (1:47)
13. Trots allt (Andersson/Wällhed) Manus (3:38)
14. Ålandsvisan / En sjöman älskar... (Trad) (2:41)
15. Linnéa / Jag har skrivit till min flicka (Evert Taube) Elkan & Schildknecht (4:09)
16. Vid vakten / Flicka från Backafall (Turesson/Jönsson) Elkan & Schildknecht (3:25)
17. Svarte Rudolf (Norrby/Karlfeldt) Nordiska mflgt (2:53)
18. Rio Grande (Trad) (2:12)
19. Från England till Skottland / Den gamla Briggen (Trad) (2:13)
20. Långt från mitt älskade fosterland / Skål för kaptenen (Trad) (3:33)
21. Vi som på havet vida... (Trad) (2:35)
22. Jungman Jansson (Dan Andersson) (2:38)
23. En sjömansvisa (Trad/Engdahl) (2:27)
24. Rio Rio Rej / En sjöman seglar jorden rund (Trad) (1:38)
25. Adjö farväl (Trad) (3:24)

- Text: Ove Allansson och Anders Wällhed
- Musik: Musikgruppen KAL (spelar samtliga instrument)

## Omslag
Skivans omslag visar bandet stående på rad i Göteborgs hamn. Bilden är tagen av "Mellis" Melander 

## Medverkade
- Malte Krook
- Bo Andersson
- Christer Larsson